# 周文 (成化進士)
周文（1452年—？），字應奎，湖廣岳州澤州人，明朝政治人物。進士出身。

## 生平
早年出身國子生，湖廣鄉試第四十四名。成化十四年（1478年）戊戌科會試第二百二十七名，殿試登進士第三甲第二百二十四名。授湖州府推官，二十二年六月坐贪赃除名。

## 家族
曾祖父周□禮。祖父周楫。父亲周祐，曾任義官。母劉氏。具慶下。弟周縉。娶劉氏。